# Travis Walton
Travis Walton (10 de febrero de 1953) es un leñador que aseguró haber sido abducido por un ovni extraterrestre, mientras trabajaba con un equipo de leñadores en el Parque nacional de Sitgreaves, cerca de Snowflake, Arizona. Desapareció la noche del 5 de noviembre de 1975, y fue encontrado 5 días y 6 horas después, junto a una carretera cerca de Heber-Overgaard, Arizona.
El caso provocó un gran auge en los entusiastas del fenómeno ovni, y es una de las supuestas abducciones extraterrestres más famosas. Se han escrito varios libros, películas y series al respecto, pero el caso ha sido considerado un bulo por los escépticos.

## Suceso

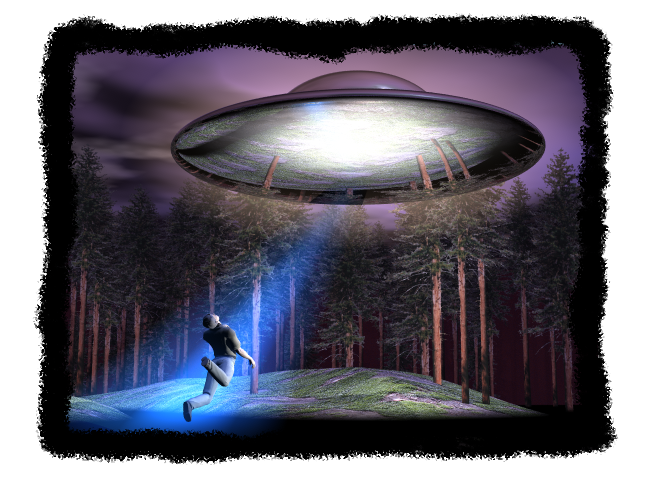
Reconstrucción de la presunta abducción de Travis Walton.

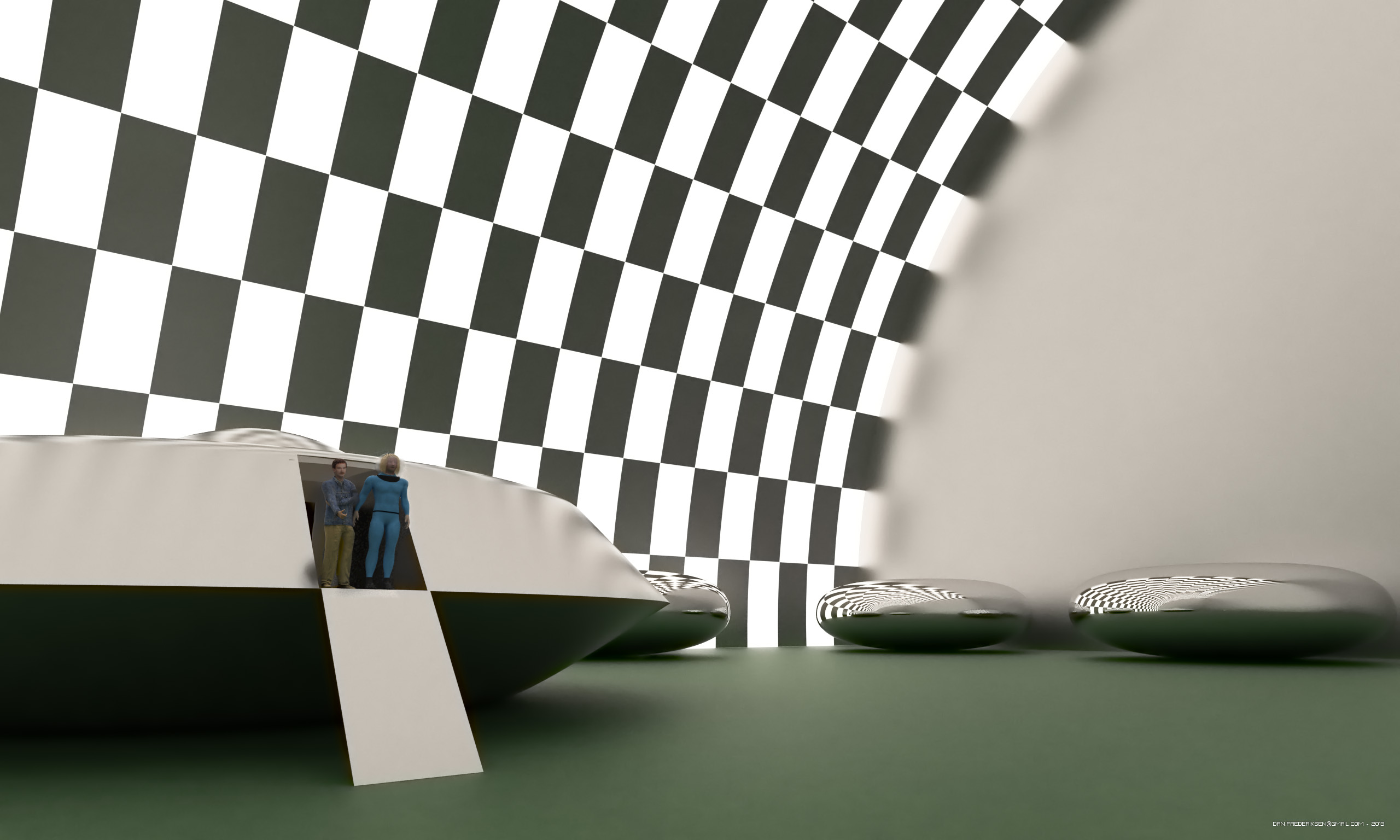
Vista del hangar de Travis Walton.

El supuesto incidente ocurre el 5 de noviembre de 1975 cerca de Snowflake, Arizona. Walton era un leñador de 22 años que trabajaba con un equipo de leñadores en el Parque nacional de Sitgreaves. Según la historia, esa noche Walton y seis miembros del equipo (Mike Rogers, Ken Peterson, John Goulette, Steve Pierce, Allen Dallis y Dwayne Smith) regresaban en camioneta a sus casas luego de un arduo día de trabajo cuando se encontraron con una intensa luminosidad que ellos creyeron se trataba de un incendio, pero al acercarse el objeto se veía algo parecido a un platillo flotando sobre la tierra a unos 30 metros de altura.
El extraño objeto estaba emitiendo un agudo sonido. Travis Walton salió de la camioneta y se acercó a él con curiosidad, esperando que al acercarse el objeto se alejara, pero éste comenzó a moverse y a emitir muchos sonidos, lo cual lo aterrorizó. Cuando estuvo bajo él, un rayo de luz apareció de pronto en la parte inferior de la nave y lo golpeó contra la tierra, dejándolo aparentemente inconsciente, luego afirmó haber experimentado una clase de choque eléctrico que lo paralizó. Los otros seis hombres se espantaron y alejaron a toda prisa en su camioneta, pero regresaron poco después sólo para darse cuenta de que Travis había desaparecido.
Aunque sus compañeros informaron del incidente a la policía en el pueblo Snowflake, Arizona y relataron el hecho tal como había sucedido, la versión no logró ser lo suficientemente veraz por lo que la desaparición de Travis fue considerada como un hecho policial más que un fenómeno de naturaleza inexplicable. Las principales hipótesis apuntaban a homicidio por parte de uno de los leñadores, que tenía antecedentes penales. La policía buscó a Travis intensamente durante tres días con una gran partida de perros y helicópteros, pero todo fue en vano porque fueron incapaces de encontrarlo o encontrar alguna pista, incluso llegaron a pensar que podía haber sufrido una hipotermia, lo cual era lo más probable. 
Aunque nada se pudo comprobar con certeza, los cinco días posteriores a la desaparición de Travis Walton fueron un verdadero infierno para el grupo. Acusados de homicidio, juzgados legal y socialmente por toda la nación y con la firme certeza de que la abducción era un fraude para ocultar un crimen, fueron sometidos al detector de mentiras en la oficina de seguridad pública del estado de Arizona, con el más alto cuidado de administrarlo para tomar la prueba porque los hombres habían sido acusados de asesinato. El examinador de polígrafo altamente cualificado, miembro de la Asociación de Polígrafos del Estado de Arizona, Cy Gilson, escribió en su informe que habían dicho la verdad y comentó: «Lo único que les puedo decir es que pasaron la prueba». El compañero de Travis Walton, Mike Rogers, dijo que mientras les aplicaba el polígrafo Cy Gilson parecía creerlos, después de que ya tres de los leñadores hubiesen pasado la prueba. Luego, Mike Rogers afirmó que, en una conversación con este, le dijo de manera no oficial que él creía que habían dicho la verdad. El sheriff Marlin Gillespie, el cual no les creía al principio, los interrogó por separado en habitaciones aisladas y no encontró contradicciones y en virtud de la solidez de los testimonios cambió de opinión y en un periódico estadounidense dijo: «Estoy seguro de que vieron un OVNI».
Al quinto día de la desaparición, la familia de Travis recibió una llamada telefónica, desde un teléfono público. El interlocutor decía ser Travis Walton; Mike Rogers, el mejor amigo de Travis, no se lo podía creer y partió en su búsqueda junto con la familia de este. Travis recuperó la consciencia y se encontraba en un pavimento frío al oeste de Heber, Arizona; Cuando llegaron al lugar que se mencionaba en la llamada, un teléfono público ubicado en una gasolinera, encontraron a Travis al lado del teléfono público. Apenas hablaba y se encontraba en un estado físico y psicológico muy deteriorado. Al día siguiente la policía y toda la opinión pública tuvieron que retractarse sobre lo ocurrido y el caso – al menos policial y legalmente – fue descartado.

## Experiencia
Según el relato de Walton de lo que sucedió, después de haber sido golpeado contra la tierra, despertó en un cuarto parecido a un hospital, todo de metal. Estaba tendido de espaldas y fue recuperando la consciencia lentamente sintiendo mucho dolor en la cabeza y en la zona del pecho. Era observado por extrañas criaturas con cabezas calvas de no más de un metro y medio. Travis describe a estas criaturas de apariencia muy blanca, sin cabello, sin pestañas ni cejas y con cabezas y ojos muy grandes, con narices, bocas y orejas pequeñas. Se puso histérico, los golpeó, alejándolos de él, y saltó de la mesa, pero empezaron a ir hacia él por lo que agarró un objeto de los que había allí y los amenazó. Los seres, se dieron la vuelta y dejaron la sala. Como Travis tenía miedo de que los seres volvieran, salió de allí y entró a otra sala donde había una especie de proyección como de un mapa de estrellas y enfrente una silla. Mientras intentaba encontrar una salida, un hombre de apariencia humana más alto que él, más grande, más musculoso, con pelo castaño rubio y ojos color avellana y con un casco entró en la sala. Travis intentó hablar a este hombre pero él no lo aceptó y lo dejó a las afueras de la nave en la que se encontraba, la cual estaba aparentemente dentro de una gran sala o construcción, o probablemente una nave más grande. Este lo dejó entrar en otra sala donde otros humanos como el anterior mencionado, le pusieron una máscara de plástico sobre la cara y lo dejaron inconsciente. La siguiente cosa que recuerda es que estaba tendido en la autopista viendo al platillo volador despegando hacia arriba rápidamente. Sólo era capaz de recordar unas pocas horas del tiempo que desapareció y se sorprendió mucho cuando le dijeron que habían transcurrido 5 días.

Hace muchos años que salí de una camioneta del trabajo en el bosque nacional y corrí hacia un OVNI grande que brillaba intensamente y que flotaba en el aire en la oscuridad de la noche en Arizona. Pero cuando tomé esa decisión profética de dejar la camioneta, dejé detrás algo más que a mis seis compañeros trabajadores. Yo estaba dejando para siempre toda la apariencia de una vida normal, corriendo precipitadamente hacia una experiencia inmensamente abrumadora en sus efectos, tan devastadora en sus consecuencias, que mi vida nunca, nunca puede ser la misma para siempre.
Declaración de Travis Walton en su libro «Fuego en el cielo».

## Refutaciones
El caso fue considerado un bulo por los escépticos, describiéndolo como sensacionalismo por parte de los medios, y un trabajo improvisado para ganar dinero. Philip J. Klass, un periodista especializado en escribir artículos destapando bulos relacionados con ovnis, criticó que la historia de Walton fue preparada para ganar dinero, pues este cobraba por realizar entrevistas, escribió un libro, y grabó una película y un documental relatando la historia de la supuesta abducción.
Por otra parte, relataba que había muchas discrepancia entre los distintos testigos. Y contaba que la familia de Walton creía en los extraterrestres, y mostraba mucho interés por la ufología incluso antes del incidente. Además descubrió que durante los cinco días que Walton estuvo supuestamente desaparecido, ninguno de sus familiares, o amigos mostraron ninguna preocupación por su paradero, de hecho su hermano Duane confesó que "ni siquiera estaba perdido. El sabía donde estaba, y nosotros sabíamos donde estaba el".
El propio Travis admitió que tres semanas antes del suceso había estado viendo programas sobre abducciones y extraterrestres en la televisión como The UFO Incident en la NBC. Lo cual, según la psicóloga cognitiva Susan Clancy podría haber influenciado su historia, y haberle inspirado para fingir un suceso similar al de los programas de televisión que veía. Se conoce, que, tras la emisión de este programa, hubo un incremento de un 2500% en la cantidad de personas que afirmaron haber sido haber sido abducidas por extraterrestres.
Finalmente, Klass reportó que la prueba del polígrafo estuvo mal administrada, y que Walton usó trucos para engañar al polígrafo como mantener la respiración. Además destapó una prueba anterior administrada por otro examinador, que concluyó que sus declaraciones eran falsas. Travis había intentado ocultar esta primera prueba, y solo mostró a los medios la prueba del polígrafo en las que salía su declaración como cierta. Treinta años después del lanzamiento del libro, Walton apareció en un programa de la cadena Fox llamado Nada más que la verdad en el que se le preguntó si había sido abducido por un ovni el 5 de noviembre de 1975, a lo que respondió, "si". El test del polígrafo determinó que estaba mintiendo.
El escritor de ciencia y escepticismo Michael Shermer criticó las afirmaciones de Walton, diciendo: "Creo que el polígrafo no es un determinante confiable de la verdad. Creo que Travis Walton no fue secuestrado por extraterrestres. En ambos casos, el poder del engaño y el autoengaño es todo lo que Necesito entender lo que realmente sucedió en 1975 y después".